# ジェイ・グリーンバーグ
ジェイ・グリーンバーグ（Jay "Bluejay" Greenberg, 1991年12月13日 - ）は、コネチカット州、ニューヘイブンで生まれたアメリカ合衆国の作曲家。また、10歳にしてジュリアード音楽院に入学した神童。

## 生涯と作品
2004年11月28日に放送されたCBSニュースの『60 Minutes』で、ジュリアード音楽院の講師であるサミュエル・ジーマンの協力によってグリーンバーグが12歳の時、再度、2006年11月にアメリカのメディアの注目を集めた。『60 Minutes』でジーマンは、「作曲に関して言えば、モーツァルト、メンデルスゾーン、サン＝サーンスのような歴史上で最も偉大な神童と彼が近いレベルであるという事を私達は話しています」と語った。
グリーンバーグの初の作曲講師はサミュエル・アドラーだった。
グリーンバーグは楽譜作成ソフトウェアを用いてコンピューターで主に作曲し、PRI's From the Topで特集されたアメリカ同時多発テロ事件についての作品である『9・11序曲』でよく知られている。アメリカ同時多発テロ事件が発生した時、彼はマケドニア共和国に在住していたが、その後、アメリカ合衆国に帰国した。イェール大学でスラヴ語の教授を務めている父親のロバート・グリーンバーグも、イスラエルで生まれた母親も音楽との接点は無かったが、グリーンバーグは幼い頃から自身が音楽に魅力を感じていることに気が付いていた。そして、2歳でチェロの演奏を始める。
グリーンバーグは多くの作曲家と同じように、頭の中で描いた音楽や、しばしば複数の作品を同時に聴くことができると言った。そして、彼は自分が聴いたものを記録することができ、記録したものはほとんど訂正する必要がないと語る。
レコードレーベルであるSony BMG Masterworksは2006年8月15日に彼の最初のCDを発売した。これにはホセ・セレブリエールの指揮の下、ロンドン交響楽団が演奏した『交響曲第5番』や、ジュリアード弦楽四重奏団とチェリストのDarrett Adkinsが演奏した『弦楽五重奏曲』が含まれる 。
2007年10月28日、ジョシュア・ベルはグリーンバーグのヴァイオリン協奏曲の初公演をカーネギー・ホールで行い、セントルークス管弦楽団と共演した。
2011年の現代クラシック・アルバムの『Troika』はウラジーミル・ナボコフが作詞、ジェイ・グリーンバーグが作曲した『I still keep mute』を含んでいる。
グリーンバーグの作品はニューヨークに拠点を構えるアメリカのクラシック音楽出版社であるG. Schirmer Inc.から出版されている。

## 作品
ジェイ・グリーンバーグが作曲した作品:

### 管弦楽
- 交響曲第5番（2005年）
- Intelligent Life（2006）
- Skyline Dances - A Terpsichorean Couplet（2009年）

### 協奏曲
- ピアノ三重奏と管弦楽のための協奏曲（2007年）
- ヴァイオリン協奏曲（2007年）

### その他
- 弦楽五重奏曲（2004年）
- Sonata for violoncello and piano（2004年）
- Hexalogue for wind quintet and piano（2005年）
- Four Scenes for double string quartet（2008年）
- Quintet for Brass, 作品25（2012年）
- Neon Refracted: Ballet for chamber orchestra（2009年） ニューヨーク・シティ・バレエ団の委嘱[9]。